# Tetralycosa caudex
Tetralycosa caudex Framenau & Hudson, 2017 è un ragno appartenente alla famiglia Lycosidae.

## Etimologia
Il nome proprio deriva dal latino caudex, che significa gambo di legno, in inglese "woodstock"; in riferimento alla località di rinvenimento degli esemplari, la Woodstock Station, in Australia occidentale.

## Caratteristiche
Non sono noti esemplari maschili al 2021.
L'olotipo femminile ha una lunghezza totale di 7,80mm: il cefalotorace è lungo 3,83mm, e largo 2,28mm.

## Distribuzione
La specie è stata reperita nell'Australia occidentale. Di seguito alcuni rinvenimenti:
1. l'olotipo femminile rinvenuto in una trappola nei pressi della Woodstock Station, in Australia occidentale, nel marzo 1988.
2. 10 esemplari femminili e 23 esemplari juvenili rinvenuti nei pressi della Woodstock Station, in Australia occidentale.

## Tassonomia
Appartiene all' oraria-group insieme a T. oraria, T. arabanae, T. orariola e T. wundurra.
Al 2021 non sono note sottospecie e dal 2017 non sono stati esaminati nuovi esemplari.